# Porjus
Porjus (samisch Bårjås) ist eine Ortschaft (Tätort) in der schwedischen Gemeinde Jokkmokk, die zur Provinz Norrbottens län gehört. 2015 wies das Statistiska centralbyrån den separat gelegenen südwestlichen Ortsteil unterhalb des Staudamms beziehungsweise jenseits der früheren Bahnstation Porjusfallen als eigenständigen Småort aus.
Eine Besonderheit von Porjus ist, dass der Ort trotz seiner geringen Größe eine eigene Telefonvorwahl (0973) besitzt.

## Geschichte
Porjus entstand im Zusammenhang mit dem Bau des hier befindlichen Wasserkraftwerkes in den Jahren 1910 bis 1915. Der eigentliche Ort sollte nur für die Zeit des Kraftwerksbaus bestehen; doch er existierte weiter und hatte zeitweilig fast 3000 Einwohner. Der ursprüngliche Zweck des Wasserkraftwerkes war die Elektrifizierung der Erzbahn von Luleå nach Narvik. Porjus ist allerdings eine Bahnstation an der Inlandsbahn. Da sich die schwedische Regierung gleichzeitig eine stärkere Industrialisierung der nördlichen Landesteile erhoffte, wurde das Kraftwerk größer projektiert als erforderlich.
Das alte Kraftwerk ist heute Museum und beherbergt u. a. ein Ausbildungsaggregat und ein Forschungsaggregat. Der Besuch des Museums ist in den Sommermonaten ohne Voranmeldung möglich und es finden auch geführte Besichtigungen statt. In den anderen Monaten ist eine Anmeldung erforderlich. Ein Gebäude des alten Kraftwerks wurden 1986 zum Baudenkmal erklärt und stellt damit eines der ersten schwedischen Baudenkmale dar, welche die Industrialisierung des frühen 20. Jahrhunderts dokumentieren.
Zwischen 1971 und 1982 entstand ein neues Kraftwerk. Dieses ist heute das drittgrößte Wasserkraftwerk der Firma Vattenfall mit einer jährlichen Elektroenergieproduktion von 1233 GWh.

## Persönlichkeiten
- Linnea Axelsson (* 1980), Kunstwissenschaftlerin, Autorin und Dichterin
- Phebe Maria Fjellström (1924–2007), Ethnologin
- Carl-Henric Svanberg (* 1952), Diplom-Ingenieur, Wirtschaftswissenschaftler und Unternehmer
- Birgitta Svendén (* 1952), Opernsängerin